# Општина Чукичи
Општина Чукичи (рум. Comuna Ciuchici) је општина у жупанији Караш-Северин на западу Румуније. Седиште општине је насеље Чукичи. Према попису из 2021. године имала је 1.019 становника.

## Географија
Општина Чукичи се налази на западу Румуније у историјској области Банат. Простире се на површини од 61,16 . Границе општине су следеће:
- На северу — општина Ракашдија
- На североистоку — општина Чиклова Романа
- На истоку — општина Саска Монтана
- На југу — општина Најдаш
- На југозападу — општина Бела Црква, Србија
- На западу — општина Берлиште

## Становништво
| 1992. | 2002. | 2011. | 2021. |
| ----- | ----- | ----- | ----- |
| 1.404 | 1.257 | 1.338 | 1.019 |

Општина Чукичи је према попису из 2021. године имала 1.019 становника што је за 319 мање (-23,84%) у односу на попис из 2011. на ком је било 1.338 становника.
На попису из 2021. већину становништва су чинили Румуни (75,96%), а од мањина је највише било Рома (14,13%).
| Етнички састав према попису из 2021.‍ | Етнички састав према попису из 2021.‍ | Етнички састав према попису из 2021.‍ | Етнички састав према попису из 2021.‍ | Етнички састав према попису из 2021.‍ |
| ------------------------------------ | ------------------------------------ | ------------------------------------ | ------------------------------------ | ------------------------------------ |
|                                      |                                      |                                      |                                      |                                      |
| Румуни                               | Румуни                               |                                      | 774                                  | 75,96%                               |
| Роми                                 | Роми                                 |                                      | 144                                  | 14,13%                               |
| Непознато и остали                   | Непознато и остали                   |                                      | 101                                  | 9,91%                                |

### Насеља
Општина се састоји из четири насеља, Маковиште, Николинц, Петрилова и Чукичи. Седиште општине и највеће насеље је Чукичи.
| Насеље         | Румунски назив | Становништво | Становништво |
| Насеље         | Румунски назив | 2011.        | 2021.        |
| -------------- | -------------- | ------------ | ------------ |
| Маковиште      |                | 163          | 105          |
| Николинц       |                | 372          | 353          |
| Петрилова      |                | 193          | 134          |
| Чукичи         |                | 610          | 427          |
| Општина Чукичи |                | 1.338        | 1.019        |